# Haigerloch
Haigerloch – miasto w Niemczech, w kraju związkowym Badenia-Wirtembergia, w rejencji Tybinga, w regionie Neckar-Alb, w powiecie Zollernalb. Leży w północno-zachodniej części Jury Szwabskiej, nad rzeką Eyach, ok. 10 km na północny zachód od Balingen.